# Capítulo 0
Capítulo 0 es una serie española de humor estrenada el 11 de septiembre de 2018 en #0 y creada y protagonizada principalmente por Ernesto Sevilla y Joaquín Reyes.
La serie es una antología donde, en cada capítulo, los humoristas manchegos parodian diferentes series nacionales e internacionales. Con una duración de 25 minutos, cada una de estas parodias contarán con presentación, nudo y desenlace, siendo historias independientes en cada programa.
En marzo de 2019, Movistar+ anunció que la serie había renovado por una segunda temporada. Más tarde, se anunció que el 5 de noviembre se estrenaría dicha temporada y se revelaron algunas de sus tramas.

## Reparto
| - Ernesto Sevilla - Joaquín Reyes | - Ernesto Sevilla - Joaquín Reyes |

## Episodios y audiencias
| N.º temporada | N.º temporada | Episodios | Estreno                  | Final                   |
|               | 1             | 5         | 11 de septiembre de 2018 | 9 de octubre de 2018    |
|               | 2             | 8         | 5 de noviembre de 2019   | 24 de diciembre de 2019 |
| Total         | Total         | 13        | 2018                     | 2019                    |

### 1ª temporada (2018)
| N.º (serie) | N.º (temp.) | Título                      | Director(es)                  | Guionista(s)                                                                 | Fecha de emisión         | Audiencia |
| ----------- | ----------- | --------------------------- | ----------------------------- | ---------------------------------------------------------------------------- | ------------------------ | --------- |
| 1           | 1           | «Tertulianos»               | Ernesto Sevilla               | Ernesto Sevilla, Joaquín Reyes y Miguel Esteban                              | 11 de septiembre de 2018 | —         |
| 2           | 2           | «Puntada sin hilo»          | Ernesto Sevilla               | Ernesto Sevilla, Joaquín Reyes, Miguel Esteban y Marc Crehuet                | 18 de septiembre de 2018 | —         |
| 3           | 3           | «Crimen se escribe con “C”» | Ernesto Sevilla               | Ernesto Sevilla, Joaquín Reyes y Miguel Esteban                              | 25 de septiembre de 2018 | —         |
| 4           | 4           | «Criminal Friends»          | Ernesto Sevilla               | Ernesto Sevilla, Joaquín Reyes, Miguel Esteban, Sergio Sarria y Luismi Pérez | 2 de octubre de 2018     | —         |
| 5           | 5           | «Space Universe»            | Miguel Esteban y Raúl Navarro | Miguel Esteban y Raúl Navarro                                                | 9 de octubre de 2018     | —         |

### 2ª temporada (2019)
| N.º (serie) | N.º (temp.) | Título                                          | Director(es)    | Guionista(s)                                                     | Fecha de emisión        | Audiencia |
| ----------- | ----------- | ----------------------------------------------- | --------------- | ---------------------------------------------------------------- | ----------------------- | --------- |
| 6           | 1           | «Reyes: La vida de Joaquín Reyes»               | Ernesto Sevilla | Ernesto Sevilla, Joaquín Reyes y Miguel Esteban                  | 5 de noviembre de 2019  | —         |
| 7           | 2           | «Silly Gardens: El cementerio de los elefantes» | Ernesto Sevilla | Ernesto Sevilla, Joaquín Reyes, Miguel Esteban y Miren Ibarguren | 12 de noviembre de 2019 | —         |
| 8           | 3           | «Terremoto: Earthquake»                         | Ernesto Sevilla | Ernesto Sevilla, Joaquín Reyes y Miguel Esteban                  | 19 de noviembre de 2019 | —         |
| 9           | 4           | «El pez dorado»                                 | Miguel Esteban  | Miguel Esteban                                                   | 26 de noviembre de 2019 | —         |
| 10          | 5           | «Sobredosis de amor»                            | Ernesto Sevilla | Ernesto Sevilla, Joaquín Reyes y Miguel Esteban                  | 3 de diciembre de 2019  | —         |
| 11          | 6           | «Dinamarca»                                     | Ernesto Sevilla | Ernesto Sevilla, Joaquín Reyes y Miguel Esteban                  | 10 de diciembre de 2019 | —         |
| 12          | 7           | «La gran Zapatiesta»                            | Ernesto Sevilla | Ernesto Sevilla, Joaquín Reyes y Miguel Esteban                  | 17 de diciembre de 2019 | —         |
| 13          | 8           | «Mi padre»                                      | Ernesto Sevilla | Ernesto Sevilla, Joaquín Reyes y Miguel Esteban                  | 24 de diciembre de 2019 | —         |